# Solno (województwo zachodniopomorskie)
Solno – mała, leśna osada w Polsce położona w województwie zachodniopomorskim, w powiecie białogardzkim, w gminie Tychowo. W latach 1975–1998 osada należała do województwa koszalińskiego. Według danych UM na dzień 31 grudnia 2014 roku osada miała 8 stałych mieszkańców. Osada wchodzi w skład sołectwa Pobądz.
Osada leży ok. 1,5 km na północ od Pobądza